# Henrik Ågren
Henrik Ågren, född 1968, är sedan 2015 professor i historia vid Uppsala universitet.

## Karriär
Henrik Ågren blev filosofie kandidat vid Uppsala universitet 1991 och disputerade i historia där 1998. Han var sedan forskare vid Uppsala universitet, samtidigt som han undervisade vid Högskolan i Gävle. Ågren blev docent i historia vid Uppsala universitet 2011, anställdes som universitetslektor vid Linköpings universitet 2012 och befordrades till biträdande professor där 2014. Han fick samma år en tjänst som universitetslektor i Uppsala, där han året därpå blev professor. Hans specialitet är tidigmodern svensk kultur- och socialhistoria.

## Projekt
- "Se ståndssamhället! Olikheternas kultur i Sverige under tidigmodern tid". Finansierat av Riksbankens Jubileumsfond.
- "Erik den helige - landsfader eller beläte. Synen på inhemska helgon i svensk historieskrivning under 1600- och 1700-talen." Finansierat av Vetenskapsrådet.

Källa: